# Флаги городов и районов Республики Коми
Список флагов муниципальных образований Республики Коми Российской Федерации.
На 1 января 2020 года в Коми насчитывалось 178 муниципальных образований — 6 городских округов, 14 муниципальных районов, 14 городских и 144 сельских поселений.

## Флаги городских округов
| Флаг | Наименование                       | Дата утверждения | Номер в ГГР |
| ---- | ---------------------------------- | ---------------- | ----------- |
|      | Флаг городского округа «Сыктывкар» | 25 сентября 2009 | 5549        |
|      | Флаг городского округа «Воркута»   | 11 ноября 1999   |             |
|      | Флаг городского округа «Инта»      | 25 ноября 2008   |             |

## Флаги муниципальных районов
| Флаг | Наименование                                | Дата утверждения | Номер в ГГР |
| ---- | ------------------------------------------- | ---------------- | ----------- |
|      | Флаг муниципального района «Ижемский»       | 13 декабря 2012  | 8047        |
|      | Флаг муниципального района «Княжпогостский» | 16 апреля 2010   | 6241        |
|      | Флаг муниципального района «Печора»         | 29 ноября 2011   |             |

| Флаг | Наименование                                | Дата утверждения | Номер в ГГР |
| ---- | ------------------------------------------- | ---------------- | ----------- |
|      | Флаг муниципального района «Сосногорск»     | 4 декабря 2003   | 1418        |
|      | Флаг муниципального района «Усть-Цилемский» | 24 июня 2014     | 9513        |
|      | Флаг муниципального района «Корткеросский»  | 22 сентября 2014 |             |

## Флаги городских поселений
| Флаг | Наименование                                                               | Дата утверждения | Номер в ГГР |
| ---- | -------------------------------------------------------------------------- | ---------------- | ----------- |
|      | Флаг городского поселения «Жешарт» Усть-Вымского района                    | 24 июля 2012     |             |
|      | Флаг городского поселения «Нижний Одес» муниципального района «Сосногорск» | 15 ноября 2012   | 8024        |
|      | Флаг городского поселения «Троицко-Печорск» Троицко-Печорского района      | 6 декабря 2011   | 7588        |

## Флаги сельских поселений
| Флаг | Наименование                                             | Дата утверждения | Номер в ГГР                 |
| ---- | -------------------------------------------------------- | ---------------- | --------------------------- |
|      | Флаг сельского поселения «Зеленец» Сыктывдинского района | 24 мая 2012      | 7613                        |
|      | Флаг сельского поселения «Ношуль» Прилузского района     | 9 июня 2009      | 5020                        |
|      | Флаг сельского поселения «Объячево» Прилузского района   | 13 сентября 2016 | 11102                       |
|      | Флаг сельского поселения Няшабож Ижемского района        | 7 августа 2025   | Направлен на внесение в ГГР |
|      | Флаг сельского поселения Том Ижемского района            | 7 августа 2025   | 15333                       |
|      | Флаг сельского поселения Сизябск Ижемского района        | 24 июля 2025     | Направлен на внесение в ГГР |

| Флаг | Наименование                                         | Дата утверждения | Номер в ГГР |
| ---- | ---------------------------------------------------- | ---------------- | ----------- |
|      | Флаг сельского поселения «Слудка» Прилузского района | 15 сентября 2020 | 13231       |
|      | Флаг сельского поселения «Чёрныш» Прилузского района | 26 октября 2010  | 6523        |
|      | Флаг сельского поселения Брыкаланск Ижемского района | 26 июня 2025     | 15327       |
|      | Флаг сельского поселения Краснобор Ижемского района  | 29 июля 2025     | 15331       |
|      | Флаг сельского поселения Кельчиюр Ижемского района   | 30 июня 2025     | 15329       |
|      | Флаг сельского поселения Вухтым Прилузского района   | 22 декабря 2023  | 14721       |